# Алексеев, Евгений Сергеевич
Евге́ний Серге́евич Алексе́ев (род. 30 июня 1985, Ленинград, Ленинградская область, СССР) — российский пианист, музыкант, композитор.
Лауреат III премии Международного конкурса «Neue Sterne» в Вернигероде и дипломат Международного конкурса «German Piano Open» в Ганновере.

## Биография

### Ранние годы
Евгений Алексеев родился 30 июня 1985 года в Ленинграде в семье музыкантов.
С юности Евгений занимался со старейшими представителями Ленинградской фортепианной школы — М.Н. Р. Фрейндлинг и М. И. Лебедем.
В 2004 году с отличием окончил Музыкальное училище имени Н. А. Римского-Корсакова.

##### Обучение в консерваториях
Азы Московской фортепианной школы Евгений освоил в Петрозаводской государственной консерватории им. А. К. Глазунова в классе В. И. Архипова, ученика легендарного пианиста и педагога Льва Наумова.
В период обучения в консерватории Евгений Алексеев стал призёром Международного конкурса Адилии Алиевой во Франции (2006), был стипендиатом мэрии Петрозаводска, выступал с сольными концертами в Петрозаводске и Санкт-Петербурге, а также исполнил Третий Концерт Рахманинова с оркестром.
С 2010 года Евгений Алексеев проживает в Штутгарте. Здесь он учился и с отличием окончил Высшую школу музыки (Musikhochschule) как пианист (класс профессора Ш. Рудяков), и концертмейстер оперного театра (класс профессора Б. Эпштайна).
Будучи стипендиатом Фонда Иегуди Менухина, Евгений приглашался для участия во многих концертах, организованных фондом в социальных объектах: санаториях, домах престарелых, хосписах, реабилитационных центрах для инвалидов по всему региону Штутгарта; соло и в ансамбле с разными солистами.
Как классический пианист Евгений продолжает свое профессиональное обучение на мастер-классах, в частности, таких знаменитых пианистов как: П. Гилилов, В. Бальцани, Л. Моралес, Й. Каплински, Ф. Готтлиб, А., А. Мамриев, Ю. Диденко и других.

## Международные конкурсы

### «Neue Sterne»
В 2016 году Евгений Алексеев стал лауреатом III премии Международного конкурса Neue Sterne в Вернигероде.

### «German Piano Open»
Также Евгений стал дипломантом Международного конкурса German Piano Open в Ганновере.

### «Валлетта»
Весной 2017 года на международном конкурсе в Валлетте, Мальта, Евгений выиграл Специальный приз за лучшее исполнение произведений мальтийских композиторов.

## Концертная деятельность
Евгений Алексеев регулярно выступает с концертами в городах Европы, России и странах СНГ, в том числе с оркестрами: Concerto Philharmonika Budapest, Wernigerode Kammerorchester, Nordharzer Städtebundorchester, камерный оркестр "Солисты Узбекистана " (Ташкент).
В качестве концертмейстера Евгений Алексеев приглашается не только для сопровождения концертных программ с солистами, но и на оперные постановки крупнейших театров Германии, таких как Штутгартский оперный театр и Фестшпильхаус Баден-Баден.
Только за 2018 год Евгений Алексеев сыграл несколько десятков концертов в городах России и СНГ : Москва, Санкт-Петербург, Минск, Казань, Самара, Новосибирск, Омск, Екатеринбург, Челябинск, Уфа, Харьков, Мурманск, Тюмень и др.
В период приостановки живых выступлений в Европе и России (2020—2021), Евгений исполнил несколько десятков онлайн-концертов, которые транслировались одновременно на несколько платформ (YouTube, Вк, Facebook) и прослушанных десятками тысяч людей по всему миру.
Тематика и репертуар концертов самые разные: от посвящений отдельным авторам и группам (Аквариум, Пикник, Nautilus Pompilius и др.), до целых жанров (музыка из кино, песни военных лет, собственные импровизации и др).

## Музыкальный стиль
Увлекаясь не только классической, но и джазовой, а также рок-музыкой, Евгений Алексеев активно работает над своими оригинальными музыкальными проектами, обретшими ему популярность в пространстве «всемирной паутины».
Одно из направлений такого творчества — переложение «каверы» для фортепиано шлягеров мировой рок-музыки: от Beatles и Pink Floyd до «Кино» и «Аквариума».
Канал Евгения на YouTube собирает миллионы просмотров, а клубные концерты рок-каверов проходят с большим успехом каждый год.

### Посвящённые композиции
За последние три года Евгений Алексеев записал и выпустил несколько официальных студийных альбомов — трибьютов (посвящений), легендарным музыкантам и музыкальным группам:

#### Piano tribute to «Гражданская оборона» (2018)
Первый в истории полностью акустический трибьют этой группы. Альбом вышел в нескольких версиях на CD, аудиокассете и в цифровом варианте на всех онлайн-платформах: Яндекс-музыка, Apple Music, Spotify, Google Music.

#### Евгений Алексеев играет Аквариум (2019)
Альбом вышел в кооперации с Борисом Гребенщиковым. Формат — CD, виниловая пластинка, стриминговые платформы.

#### Piano tribute to «Гражданская оборона2» (2020)
Вторая часть фортепианного трибьюта Егора Летова и его группе. Альбом вышел в двух версиях на CD, презентация цифровой версии на стриминговых платформах намечена на 2021 год.

## Авторские импровизации
Другое направление неакадемического творчества Евгения — авторские импровизации, которые называют самим музыкантом «медитативными».
Трудно подобрать точное жанровое обозначение для такой музыки; по звучанию близко к тому, что в 21-м веке принято называть неоклассикой, но без всякого нотного обозначения. Фактически это одна непрерывная импровизация на 45-60 минут, во время которой пианист «играет» с настроениями, пульсациями и гармониями, погружая публику вроде транса.
Такие выступления проходили, в том числе, в реабилитационном центре для детей-инвалидов Штутгарти, создавая, по словам сотрудников центра, терапевтический эффект.
Одинаково успешно такая программа принимается и в академических концертных залах как целое отделение концерта или один из номеров — краткая версия программы на 8-10 минут.
В кооперации с британским лейблом Capital Key Music Евгений регулярно публикует на всех онлайн-платформах записи подобных импровизаций.

#### Inside (2018)
Непрерывная импровизация (46 минут), записанная с одного дубля в студии звукозаписи в Штутгарте, Германия. Альбом доступен в формате CD и стриминговых платформах.

#### The Way (2020)
Концептуальный альбом, состоящий из пяти импровизационных треков. Альбом записан в процессе работы над трибьют-альбомами.

## Дискография

### EP
| Название                           | Подробности                                    |
| ---------------------------------- | ---------------------------------------------- |
| The Way: Meditative Improvisations | - Релиз: 2020 - Лейбл: Discomfort - Формат: CD |

### Студийные альбомы
| Название                                       | Информация                                                                      |
| ---------------------------------------------- | ------------------------------------------------------------------------------- |
| Piano tribute to «Гражданская Оборона»         | - Релиз: 31 августа 2018 - Лейбл: Evgeny Alexeev Records - Формат: Цифровая, CD |
| Евгений Алексеев играет аквариум               | - Релиз: 23 марта 2020 - Лейбл: Evgeny Alexeev Records - Формат: Цифровая, CD   |
| Piano Tribute to «Гражданская Оборона», Vol. 2 | - Релиз: 4 февраля 2022 - Лейбл: MediaCube Music - Формат: Цифровая, CD         |